# Michaelskirche (Asperg)

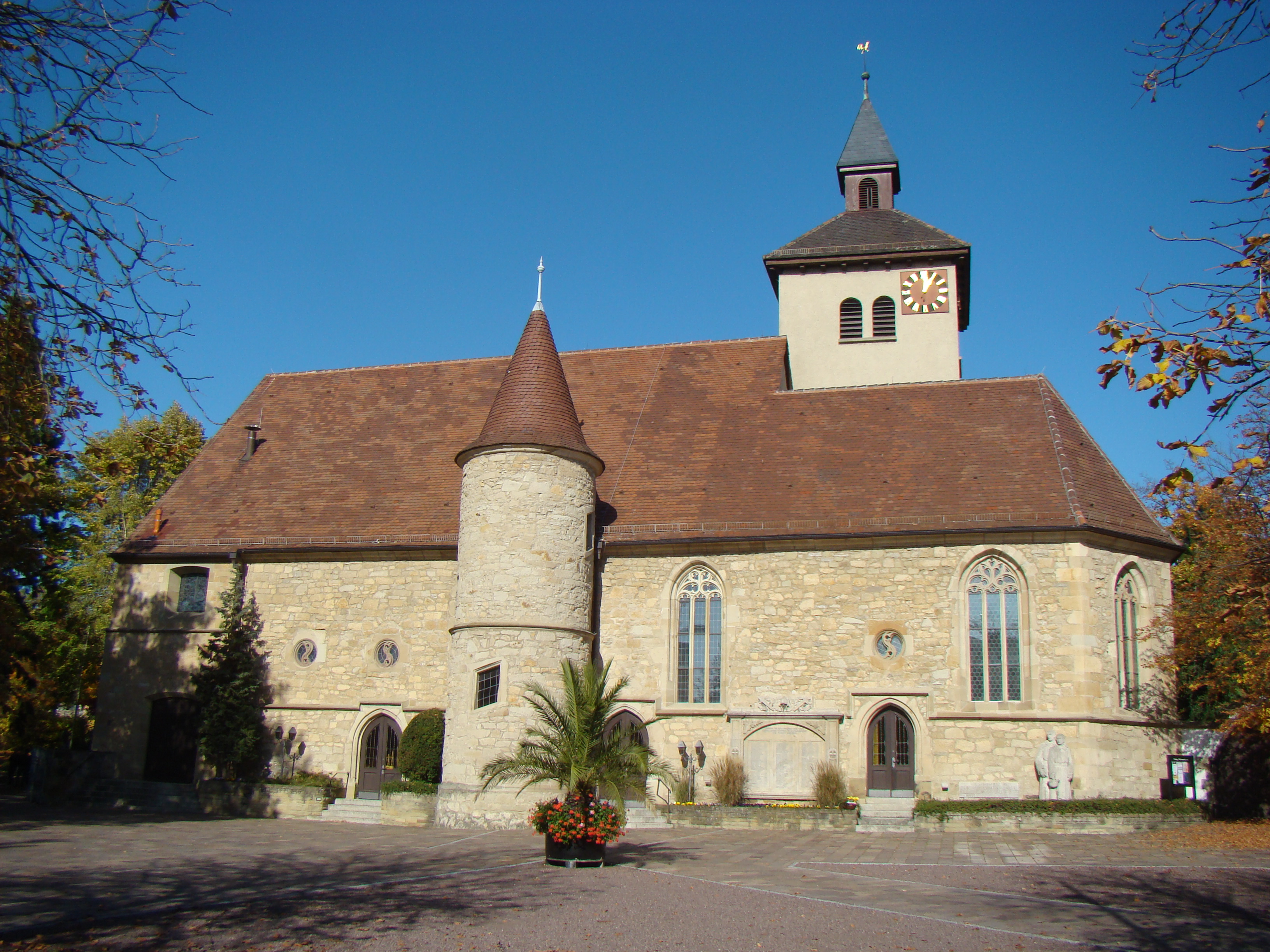
Michaelskirche in Asperg

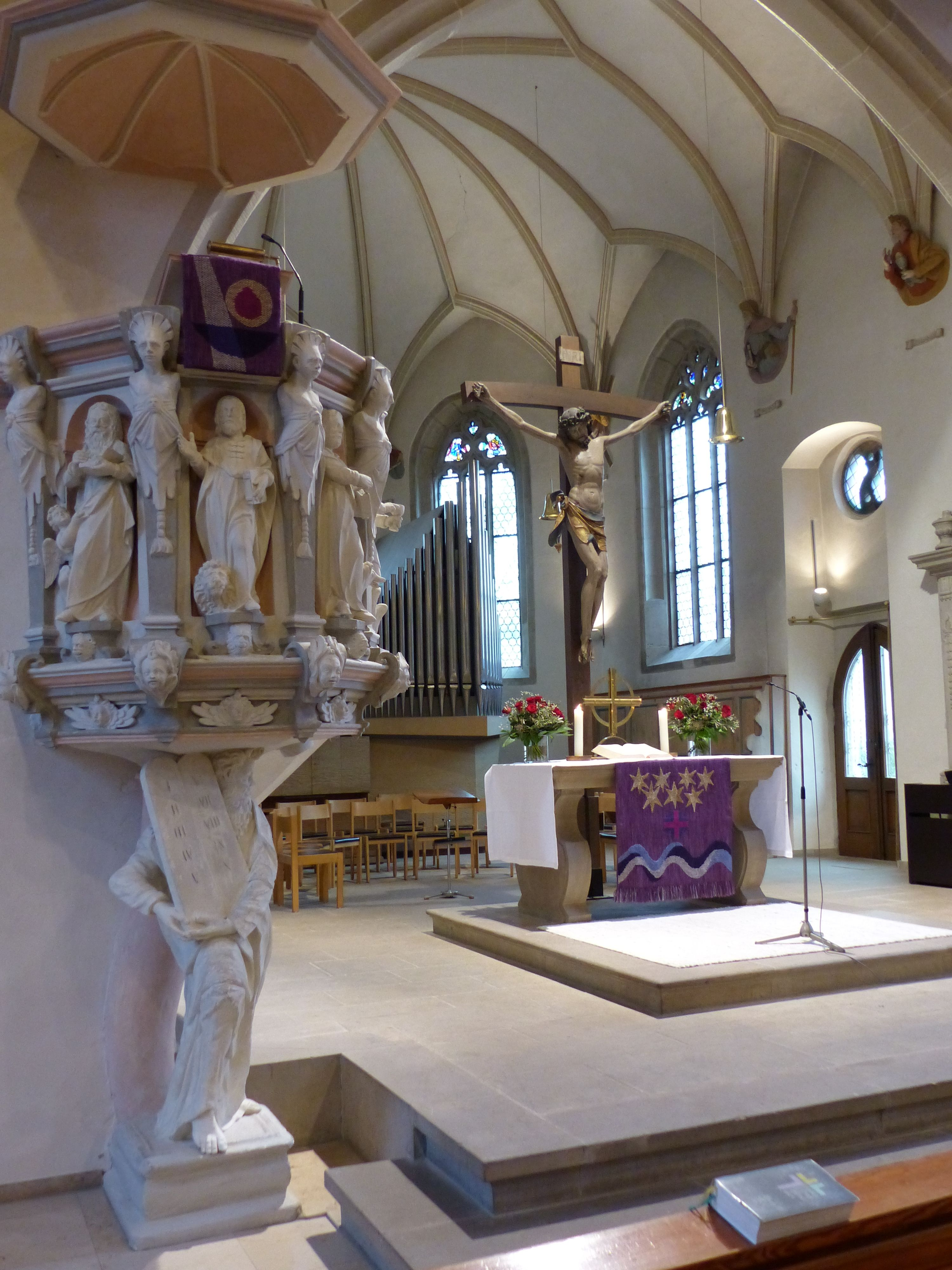
Innenansicht

Die  Michaelskirche ist ein geschütztes Kulturdenkmal nach dem Denkmalschutzgesetz in Asperg, einer Stadt im Landkreis Ludwigsburg in Baden-Württemberg. Sie gehört zum Kirchenbezirk Ludwigsburg der Evangelischen Landeskirche in Württemberg.
Die Kirche wurde von der Denkmalstiftung Baden-Württemberg zum „Denkmal des Monats Dezember 2023“ ernannt.

## Beschreibung
Der Bau der Saalkirche wurde 1557 begonnen und 1591 beendet. Sie besteht aus einem Langhaus und einem eingezogenen, dreiseitig geschlossenen Chor im Osten, der mit der Südwand des Langhauses fluchtet. An der Nordwand des Chors wurde ein Chorflankenturm angebaut, dessen oberstes Geschoss die Turmuhr und den Glockenstuhl beherbergt, und der mit einem Pyramidendach bedeckt ist, das von einer Laterne bekrönt wird. 
Das dreistimmige Glockengeläut aus Bronze besteht aus einer historischen Glocke von 1701 und zwei weiteren Kirchenglocken, die 1956 von der Glockengießerei Kurtz in Stuttgart gegossen wurden.
- Glocke 1 von 1701 wird auch „Heimkehrerglocke“ genannt. Sie wurde 1942 zur Rüstungsproduktion eingezogen, wozu es aber nicht kam, so dass sie 1948 wieder nach Asperg zurückkehren konnte. Sie wiegt bei einem Durchmesser von 100 cm etwa 600 kg und hat die Tonhöhe g'. Die Inschrift benennt den Gießer: THOMAS SCHENKH HAT MICH GOSEN ASPERG ANNO MDCCI
- Glocke 2 wiegt etwa 500 kg, der Schlagton ist a'. Die Inschrift lautet: Lasset uns versöhnen mit Gott. Bildlich dargestellt ist eine Kreuzigungsgruppe.
- Glocke 3 wiegt etwa 300 kg, der Schlagton ist h'. Die Inschrift lautet: Jesus ist Sieger. Eingeprägt ist ein Bild des auferstandenen Christus.

Die Innenräume von Langhaus und Chor sind mit einem Chorbogen verbunden. Der Innenraum des Chors ist mit einem Netzgewölbe überspannt. 1647 wurden im Langhaus Emporen eingebaut, die über einen Treppenturm an der Südwand des Langhauses erreicht werden. Zur Kirchenausstattung gehören ein Altar von 1610 und eine Kanzel von 1634, deren Schalldeckel erst 1647 ergänzt wurde. 
Die Orgel wurde 1969 von der „E. F. Walcker & Cie.“ errichtet. Sie hat einen Umfang von 25 Registern auf zwei Manualen und Pedal.